# 1681
1681 (MDCLXXXI) byl rok, který dle gregoriánského kalendáře započal středou.

## Události
- vyvrcholilo povstání řasnického kováře Ondřeje Stelziga
- Britský kvaker William Penn zakládá na východním pobřeží Ameriky pensylvánskou kolonii
- Vyhořel klášter Velehrad

### Probíhající události
- 1652–1689 – Rusko-čchingská válka

## Narození
Česko
- 4. září – Carl Heinrich Biber, česko-rakouský houslista a skladatel pozdního baroka († 19. listopadu 1749)
- ? – Jan Bedřich Kohl-Severa, pražský sochař vrcholného baroka († 1736)
- ? – Jan Hiebel, český malíř-freskař bavorského původu († 17. června 1755)

Svět
- 6. ledna – Ján Baltazár Magin, slovenský básník a historik († 27. března 1735)
- 30. ledna – pokřtěn Anselm František Thurn-Taxis, druhý kníže Thurn-Taxis († 8. listopadu 1739)
- 14. března – Georg Philipp Telemann, německý skladatel († 1767)
- 26. června – Hedvika Žofie Švédská dcera švédského krále Karla XI. († 11. prosince 1708)
- 19. července – Henrietta Godolphin, 2. vévodkyně z Marlborough, anglická šlechtična († 24. října 1733)
- srpen – Vitus Jonassen Bering, dánský mořeplavec a objevitel († 1741)
- 28. září – Johann Mattheson, německý hudební skladatel a hudební spisovatel († 17. dubna 1764)
- 14. prosince – Giuseppe Valentini, italský houslista, malíř, básník a hudební skladatel († listopad 1753)
- ? – Antonio Canevari, italský architekt († 1764)

## Úmrtí
Česko
- 21. ledna – Marie Justina ze Schwarzenbergu, česká šlechtična (* 1618)
- 3. října – Benedikt Engelken, opat kláštera v Plasích (* 1629)

Svět
- 2. března – Isabel Stuartovna, dcera anglického krále Jakuba II. Stuarta (* 28. srpna 1676)
- 23. dubna – Justus Sustermans, vlámský malíř (* 28. září 1597)
- 24. května – Nicodemus Tessin starší, švédský architekt (* 7. prosince 1615)
- 25. května – Pedro Calderón de la Barca, španělský barokový dramatik a básník (* 1600)
- 9. června – William Lilly, anglický astrolog a okultista (* 11. května 1602)
- 28. června – Marie Angélique de Scorailles, milenka francouzského krále Ludvíka XIV. (* červenec 1661)
- 24. července – Agafja Semjonovna Grušecká, ruská carevna, první manželka cara Fjodora III. Alexejeviče (* 1663)
- 27. července – Johan Cajanus, finský filosof a básník (* 27. prosince 1655)
- 27. srpna – Vilém Kryštof Hesensko-Homburský, lankrabě hesensko-homburský (* 13. listopadu 1625)
- 15. září – Luisa Marie Anna Bourbonská, nemanželská dcera francouzského krále Ludvíka XIV. (* 18. listopadu 1674)
- 16. září – Džahanara Begum, mughalská princezna a dcera císaře Šáhdžahána (* 23. března 1614)
- 9. listopadu – Johann Kunsch von Breitenwald, protestantský kazatel a teolog (* 8. května 1620)
- 8. prosince – Gerard ter Borch, nizozemský malíř (* 1617)
- 30. prosince – Antonio Sartorio, italský barokní hudební skladatel (* 1620)
- ? – Giovanni Domenico Cerrini, italský barokní malíř (* 1609)

## Hlavy států
- Anglie – Karel II. (1660–1685)
- Francie – Ludvík XIV. (1643–1715)
- Habsburská monarchie – Leopold I. (1657–1705)
- Osmanská říše – Mehmed IV. (1648–1687)
- Polsko-litevská unie – Jan III. Sobieski (1674–1696)
- Rusko – Fjodor III. (1676–1682)
- Španělsko – Karel II. (1665–1700)
- Švédsko – Karel XI. (1660–1697)
- Papež – Inocenc XI. (1676–1689)
- Perská říše – Safí II.